# Walter Gieseking
Répertoire
Piano français (Debussy, Ravel...), répertoire classique (Bach, Beethoven...), musique moderne (Paul Hindemith, Arnold Schönberg...)
Walter Wilhelm Gieseking, né le 5 novembre 1895 à Lyon et mort le 26 octobre 1956 à Londres, est un pianiste et compositeur franco-allemand.

## Biographie
En suivant son père médecin, entomologiste, flûtiste et pianiste, Walter Gieseking vit toute son enfance dans le Sud de la France, puis en Italie. Durant ce temps, il étudie le piano en autodidacte, sans enseignement académique jusqu'à seize ans. Dès ses quatre ans à Naples, il joue du piano, mais aussi la flûte et le violon, mais ne fréquente pas l'école. En 1911, il déménage pour l’Allemagne, patrie de son père et suit des cours jusqu'en 1916 au Conservatoire de Hanovre avec Karl Leimer. Ce dernier « était un partisan du travail mental : il fallait que l'élève apprenne par cœur l'œuvre qu'il devait jouer. »
En 1912, Gieseking fait ses débuts dans cette même ville et donne en 1915, l’intégrale des sonates de Beethoven. Cependant, en 1916,pendant  la Grande Guerre, Gieseking est incorporé dans l'armée allemande où il joue dans une fanfare régimentaire. Après la guerre, il reprend sa carrière et défend âprement les compositeurs français tels que Debussy et Ravel, qu’il joue beaucoup en concert. Il se fait aussi plus largement l’avocat de la musique de son temps, incarnée par Schönberg, Busoni, Hindemith, Szymanowski, mais aussi Pfitzner, dont il crée le Concerto pour piano en 1923, œuvre que le compositeur lui a dédiée.

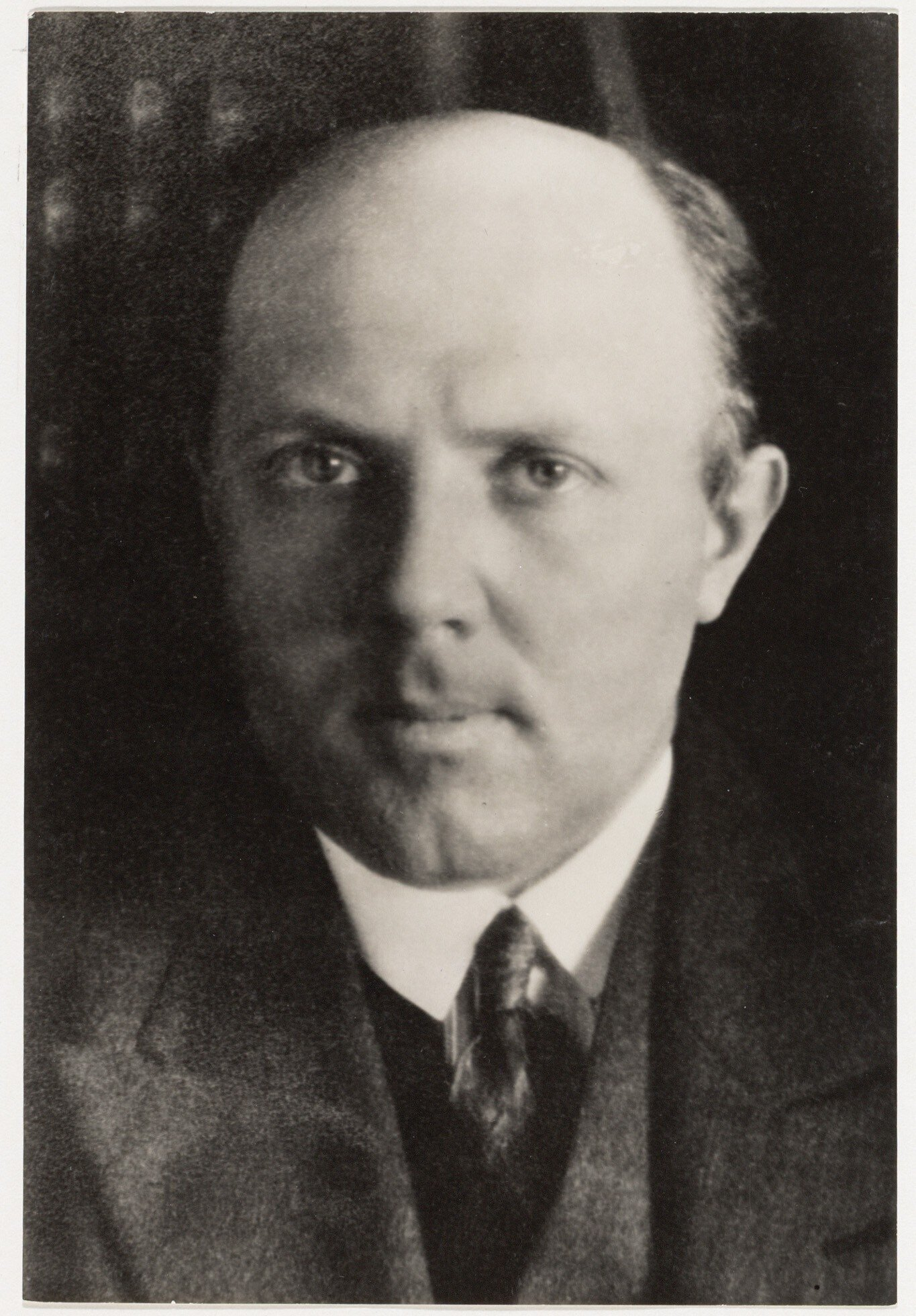
Walter Gieseking en 1929.

Les années 1920 sont l’occasion de tournées dans le monde entier : 1923 voit les débuts du jeune homme en Grande-Bretagne, suivis par une série de concerts aux États-Unis en 1926 au Aeolian Hall, puis à Paris en 1928. Les critiques sont très bonnes et il triomphe notamment avec le second Concerto en ut mineur de Serge Rachmaninoff qu'il joue dans le monde entier.
Dans les années 1930, le pianiste continue ses tournées autour du monde, notamment en Europe et en Amérique. Mais 1939 marque l’éclatement de la Seconde Guerre mondiale. Alors que Gieseking se trouve en Amérique, il décide de rentrer en Allemagne et d’y jouer malgré la dictature, notamment avec Mengelberg et Furtwängler. Il lui arrive même de donner des concerts dans la France occupée. Cette attitude — et surtout sa maladresse au concours Eugène Ysaÿe en 1938, lorsqu'il a exprimé publiquement son admiration pour le Führer devant Arthur Rubinstein, Ignaz Friedman et quelques autres pianistes — lui vaut de nombreuses critiques à l'issue du conflit et il est accusé d’avoir collaboré avec les nazis. Arthur Rubinstein relate dans son livre My many years une conversation avec Gieseking qui lui dit : « Je suis un Nazi engagé. Hitler est en train de sauver notre pays ». Il joua devant des organisations culturelles nazies telle la NS Kulturgemeinde et « exprima un désir de jouer pour le Führer ». En 1949, il est même contraint d’annuler un concert au Carnegie Hall à cause de manifestations de protestation. Et même si un tribunal des Forces alliées le disculpe, il n’est pas le bienvenu en Amérique jusqu’à un récital à Carnegie Hall en avril 1953.
En 1947, il est nommé professeur à Sarrebruck, alors qu'il avait formé un trio, à l'initiative de Wolfgang Fortner, avec Gerhard Taschner et le violoncelliste Ludwig Hoelscher dès l'année précédente.
Malgré un sévère accident de bus en 1955, dans lequel sa femme trouve la mort, il repart en tournée en Amérique. De retour à Londres, où il enregistre la Sonate n° 15 de Beethoven, il décède avant d’enregistrer le quatrième mouvement.
Parmi ses élèves : André Boucourechliev, Gudula Kremers, Hans Otte et Jean-Charles Richard.
Entomologiste, il a aussi été un des grands spécialistes mondiaux des lépidoptères[réf. nécessaire].

## Répertoire
Le répertoire de Gieseking est vaste et comprend des œuvres de Bach, Mozart et Beethoven aussi bien que des morceaux de Ravel, Debussy et Hindemith. Il a enregistré une intégrale des œuvres pour piano de Mozart et projetait peu avant sa mort d’enregistrer l’intégrale des sonates de Beethoven. Le pianiste est reconnu pour ses intégrales au disque des œuvres pour piano de Debussy et de Ravel qui sont considérées comme des références. Ainsi Émile Vuillermoz (critique musical et ancien condisciple de Ravel au Conservatoire), ayant fréquenté Debussy « disait à qui voulait l'entendre que Gieseking, de tous les pianistes était celui dont le jeu lui rappelait le plus celui du compositeur ». Son sens de la nuance, de la couleur et sa science de l’utilisation de la pédale, lui permettent d’approcher cette musique avec grand succès. Gieseking joue aussi les pièces des compositeurs de son temps, qui, pour certaines, lui sont dédiées tel Francis Poulenc qui lui dédie l’Humoresque (1934) et Hans Pfitzner son Concerto pour piano (1922).

## Créations
- Hindemith, Suite « 1922 », op. 26 (1922)
- Hindemith, Klavier musik, op. 37, partie 1 (1925)
- Frank Martin, Concerto pour piano no 1 (1936)
- Goffredo Petrassi, Concerto pour piano (1939)
- Hermann Reutter, Sinfonische Fantasie (1930)
- Alexandre Tansman, Sonatine transatlantique (Berlin, Beethovensaal, septembre 1930)
- Ernst Toch, Concerto pour piano (1926)

## Œuvres

### Compositions
En tant que compositeur, Walter Gieseking laisse des pièces pour piano, des mélodies et de la musique de chambre.

### Écrits
- Klavierspiel nach Leimer-Gieseking, avec Karl Leimer (1931)
  - Le jeu moderne du piano d'après Leimer-Gieseking, traduit de l'allemand par O. Cara (Eschig 1932) (OCLC 30001300)
- Modernes Klavierspiel : Mit Ergänzung: Rhythmik, Dynamik, Pedal [« Rythmique, dynamique, pédales et autres problèmes de jeu au piano »] avec Karl Leimer (Schott Music 1938) (OCLC 960164901).
- Comment je suis devenu pianiste (Paris, Fayard/Van de Velde, coll. « Maîtres de musique » 1991 (OCLC 977867719)), traduction de l'allemand par Nicole Casanova de So wurde ich Pianist paru en chez F. A. Brockhaus en 1963 (OCLC 922857298).

## Discographie
- Claude Debussy, Children's Corner, Suite Bergamasque, I.M.E. Pathé Marconi (Coll. Plaisir Musical). Présentation des œuvres par Emile Vuillermoz.
- Claude Debussy, Etudes : Premier livre; Deuxième livre, E.M.I. Pathé Marconi. Présentation des œuvres par Emile Vuillermoz.